# Lengyelország az 1964. évi téli olimpiai játékokon
Lengyelország az ausztriai Innsbruckban megrendezett 1964. évi téli olimpiai játékok egyik részt vevő nemzete volt. Az országot az olimpián 8 sportágban 51 sportoló képviselte, akik érmet nem szereztek.

## Alpesisí
Férfi
| Versenyző            | Versenyszám      | Selejtező | Selejtező | Selejtező | Selejtező | Döntő    | Döntő    | Döntő    | Döntő    | Döntő      | Döntő      |
| Versenyző            | Versenyszám      | 1. futam  | 1. futam  | 2. futam  | 2. futam  | 1. futam | 1. futam | 2. futam | 2. futam | Összesítés | Összesítés |
| Versenyző            | Versenyszám      | Idő       | Hely.     | Idő       | Hely.     | Idő      | Hely.    | Idő      | Hely.    | Idő        | Helyezés   |
| -------------------- | ---------------- | --------- | --------- | --------- | --------- | -------- | -------- | -------- | -------- | ---------- | ---------- |
| Andrzej Dereziński   | Lesiklás         |           |           |           |           |          |          |          |          | 2:35,89    | 49.        |
| Andrzej Dereziński   | Műlesiklás       | 56,75     | 35.       | 56,66     | 14.*      | 1:18,21  | 30.      | 1:09,30  | 34.      | 2:27,51    | 33.        |
| Andrzej Dereziński   | Óriás-műlesiklás |           |           |           |           |          |          |          |          | kizárták   | kizárták   |
| Jerzy Woyna Orlewicz | Lesiklás         |           |           |           |           |          |          |          |          | 2:25,88    | 24.        |
| Jerzy Woyna Orlewicz | Műlesiklás       | 54,55     | 17.       |           |           | 1:18,31  | 31.      | 1:06,68  | 28.*     | 2:24,99    | 30.        |
| Jerzy Woyna Orlewicz | Óriás-műlesiklás |           |           |           |           |          |          |          |          | 2:06,44    | 41.        |
| Bronisław Trzebunia  | Lesiklás         |           |           |           |           |          |          |          |          | 2:32,29    | 40.        |
| Bronisław Trzebunia  | Műlesiklás       | 57,72     | 38.       | 56,55     | 13.       | 1:16,27  | 27.      | 1:06,46  | 26.      | 2:22,73    | 27.        |
| Bronisław Trzebunia  | Óriás-műlesiklás |           |           |           |           |          |          |          |          | 1:59,82    | 29.        |

Női
| Versenyző                         | Versenyszám      | 1. futam | 1. futam | 2. futam | 2. futam | Összesítés | Összesítés |
| Versenyző                         | Versenyszám      | Idő      | Hely.    | Idő      | Hely.    | Idő        | Helyezés   |
| --------------------------------- | ---------------- | -------- | -------- | -------- | -------- | ---------- | ---------- |
| Maria Gąsienica Daniel-Szatkowska | Lesiklás         |          |          |          |          | 2:11,75    | 41.        |
| Maria Gąsienica Daniel-Szatkowska | Műlesiklás       | kizárták | kizárták | kiesett  | kiesett  | kiesett    | kiesett    |
| Maria Gąsienica Daniel-Szatkowska | Óriás-műlesiklás |          |          |          |          | 2:10,20    | 36.        |

* - egy másik versenyzővel azonos eredményt ért el

## Biatlon
| Versenyző               | Lövőhiba | Időeredmény | Helyezés |
| ----------------------- | -------- | ----------- | -------- |
| Józef Rubiś             | 2        | 1:26:31,6   | 6.       |
| Józef Gąsienica Sobczak | 6        | 1:34:00,6   | 20.      |
| Stanisław Szczepaniak   | 3        | 1:33:43,5   | 18.      |
| Stanisław Styrczula     | 4        | 1:40:52,1   | 35.      |

## Északi összetett
| Versenyző    | Síugrás  | Síugrás  | Síugrás  | Síugrás  | Síugrás  | Síugrás  | Síugrás | Síugrás | Sífutás | Sífutás | Sífutás | Összesítés | Összesítés |
| Versenyző    | 1. ugrás | 1. ugrás | 2. ugrás | 2. ugrás | 3. ugrás | 3. ugrás | Össz.   | Össz.   | Sífutás | Sífutás | Sífutás | Összesítés | Összesítés |
| Versenyző    | Távolság | Pont     | Távolság | Pont     | Távolság | Pont     | Pont    | Hely.   | Idő     | Pont    | Hely.   | Pont       | Helyezés   |
| ------------ | -------- | -------- | -------- | -------- | -------- | -------- | ------- | ------- | ------- | ------- | ------- | ---------- | ---------- |
| Erwin Fiedor | 68,0     | 105,4    | 72,0     | 113,7    | 65,0     | (97,1)   | 219,1   | 8.      | 54:41,3 | 187,06  | 19.     | 406,16     | 14.        |

## Gyorskorcsolya
Női
| Versenyző          | Versenyszám | Eredmény | Helyezés |
| ------------------ | ----------- | -------- | -------- |
| Adelajda Mroske    | 500 m       | 49,9     | 22.      |
| Adelajda Mroske    | 1000 m      | 1:41,7   | 21.      |
| Adelajda Mroske    | 1500 m      | 2:36,4   | 22.*     |
| Adelajda Mroske    | 3000 m      | 5:47,1   | 25.      |
| Helena Pilejczyk   | 500 m       | 50,1     | 23.      |
| Helena Pilejczyk   | 1000 m      | 1:39,8   | 15.      |
| Helena Pilejczyk   | 1500 m      | 2:38,3   | 25.      |
| Helena Pilejczyk   | 3000 m      | 5:47,3   | 26.      |
| Elwira Seroczyńska | 500 m       | 48,8     | 16.*     |
| Elwira Seroczyńska | 1000 m      | 1:42,1   | 22.      |
| Elwira Seroczyńska | 1500 m      | 2:39,3   | 26.      |

* - egy másik versenyzővel azonos eredményt ért el

## Jégkorong
| Lengyel férfi jégkorongcsapat-játékoskeret                                                                | Lengyel férfi jégkorongcsapat-játékoskeret                                                                | Lengyel férfi jégkorongcsapat-játékoskeret                                                 |
| --- | --- | ------------------------------------------------------------------------------------------ |
| - Andrzej Fonfara - Bronisław Gosztyła - Henryk Handy - Tadeusz Kilanowicz - Józef Kurek - Gerard Langner | - Józef Manowski - Jerzy Ogórczyk - Stanisław Olczyk - Władysław Pabisz - Hubert Sitko - Augustyn Skórski | - Józef Stefaniak - Andrzej Szal - Sylwester Wilczek - Józef Wiśniewski - Andrzej Żurawski |

### Eredmények
Selejtező
| 1964. január 28. | Egyesült Német Csapat (EUA) | 2 – 1 (0–1, 1–0, 1–0) | Lengyelország | Innsbruck |

|  |  |  |  |  |
|  |  |  |  |  |
|  |  |  |  |  |
|  |  |  |  |  |

Helyosztó csoportkör
| 1964. január 30. | Lengyelország (POL) | 6 – 1 (2–0, 2–1, 2–0) | Románia | Innsbruck |

|  |  |  |  |  |
|  |  |  |  |  |
|  |  |  |  |  |
|  |  |  |  |  |

| 1964. január 31. | Lengyelország (POL) | 4 – 2 (1–0, 1–2, 2–0) | Norvégia | Innsbruck |

|  |  |  |  |  |
|  |  |  |  |  |
|  |  |  |  |  |
|  |  |  |  |  |

| 1964. február 3. | Lengyelország (POL) | 6 – 2 (3–1, 2–1, 1–0) | Magyarország | Innsbruck |

|  |  |  |  |  |
|  |  |  |  |  |
|  |  |  |  |  |
|  |  |  |  |  |

| 1964. február 5. | Lengyelország (POL) | 7 – 0 (2–0, 3–0, 2–0) | Olaszország | Innsbruck |

|  |  |  |  |  |
|  |  |  |  |  |
|  |  |  |  |  |
|  |  |  |  |  |

| 1964. február 6. | Lengyelország (POL) | 3 – 4 (0–0, 1–1, 2–3) | Japán | Innsbruck |

|  |  |  |  |  |
|  |  |  |  |  |
|  |  |  |  |  |
|  |  |  |  |  |

| 1964. február 8. | Lengyelország (POL) | 9 – 3 (4–2, 4–1, 1–0) | Jugoszlávia | Innsbruck |

|  |  |  |  |  |
|  |  |  |  |  |
|  |  |  |  |  |
|  |  |  |  |  |

| 1964. február 9. | Ausztria (AUT) | 1 – 5 (0–2, 0–1, 1–2) | Lengyelország | Innsbruck |

|  |  |  |  |  |
|  |  |  |  |  |
|  |  |  |  |  |
|  |  |  |  |  |

Végeredmény
| Csapat        | M | Gy | D | V | G+ | G– | Gk  | P  |
| ------------- | - | -- | - | - | -- | -- | --- | -- |
| Lengyelország | 7 | 6  | 0 | 1 | 40 | 13 | +27 | 12 |
| Norvégia      | 7 | 5  | 0 | 2 | 40 | 19 | +21 | 10 |
| Japán         | 7 | 4  | 1 | 2 | 35 | 31 | +4  | 9  |
| Románia       | 7 | 3  | 1 | 3 | 31 | 28 | +3  | 7  |
| Ausztria      | 7 | 3  | 1 | 3 | 24 | 28 | –4  | 7  |
| Jugoszlávia   | 7 | 3  | 1 | 3 | 29 | 37 | –8  | 7  |
| Olaszország   | 7 | 2  | 0 | 5 | 24 | 42 | –18 | 4  |
| Magyarország  | 7 | 0  | 0 | 7 | 14 | 39 | –25 | 0  |

| Csapat        | Helyezés |
| ------------- | -------- |
| Lengyelország | 9.       |

## Sífutás
Férfi
| Versenyző                                                     | Versenyszám     | Eredmény  | Helyezés |
| ------------------------------------------------------------- | --------------- | --------- | -------- |
| Edward Budny                                                  | 15 km           | 55:35,2   | 28.      |
| Edward Budny                                                  | 30 km           | 1:41:31,9 | 35.      |
| Tadeusz Jankowski                                             | 15 km           | 55:57,2   | 33.      |
| Tadeusz Jankowski                                             | 30 km           | 1:42:34,0 | 40.      |
| Henryk Marek                                                  | 30 km           | kizárták  | kizárták |
| Józef Gut Misiaga                                             | 15 km           | 57:27,1   | 45.      |
| Józef Rysula                                                  | 15 km           | 54:09,4   | 21.      |
| Józef Rysula                                                  | 30 km           | 1:38:29,1 | 24.      |
| Józef Gut Misiaga Tadeusz Jankowski Edward Budny Józef Rysula | 4 × 10 km váltó | 2:27:27,0 | 8.       |

Női
| Versenyző                                        | Versenyszám    | Eredmény  | Helyezés |
| ------------------------------------------------ | -------------- | --------- | -------- |
| Stefania Biegun                                  | 5 km           | 19:16,0   | 14.      |
| Stefania Biegun                                  | 10 km          | 44:45,0   | 18.      |
| Weronika Budny                                   | 5 km           | 21:07,1   | 27.      |
| Czesława Stopka                                  | 5 km           | 20:34,4   | 24.      |
| Czesława Stopka                                  | 10 km          | 46:57,1   | 23.      |
| Teresa Trzebunia                                 | 5 km           | 20:25,8   | 23.      |
| Teresa Trzebunia                                 | 10 km          | 47:20,3   | 24.      |
| Teresa Trzebunia Czesława Stopka Stefania Biegun | 3 × 5 km váltó | 1:08:55,4 | 7.       |

## Síugrás
| Versenyző      | Versenyszám | 1. ugrás | 1. ugrás | 1. ugrás | 2. ugrás | 2. ugrás | 2. ugrás | 3. ugrás | 3. ugrás | 3. ugrás | Összesítés | Összesítés |
| Versenyző      | Versenyszám | Távolság | Pont     | Hely.    | Távolság | Pont     | Hely.    | Távolság | Pont     | Hely.    | Pont       | Helyezés   |
| -------------- | ----------- | -------- | -------- | -------- | -------- | -------- | -------- | -------- | -------- | -------- | ---------- | ---------- |
| Antoni Łaciak  | Normálsánc  | 72,5     | 95,1     | 33.      | 74,0     | 99,2     | 25.      | 71,0     | (91,7)   | 42.      | 194,3      | 34.        |
| Józef Przybyła | Normálsánc  | 78,0     | 104,5    | 6.       | 74,0     | 98,7     | 27.*     | 73,0     | (95,5)   | 36.      | 203,2      | 18.        |
| Józef Przybyła | Nagysánc    | 92,0     | 106,1    | 9.       | 87,5     | 105,2    | 8.       | 74,5     | (88,5)   | 33.      | 211,3      | 9.         |
| Andrzej Sztolf | Nagysánc    | 85,0     | 96,7     | 26.*     | 82,0     | (96,3)   | 28.      | 79,5     | 99,5     | 10.      | 196,2      | 26.        |
| Piotr Wala     | Normálsánc  | 74,0     | (96,7)   | 25.*     | 75,0     | 100,1    | 19.      | 74,0     | 100,9    | 13.*     | 201,0      | 22.        |
| Piotr Wala     | Nagysánc    | 86,5     | (97,0)   | 25.      | 88,0     | 105,9    | 6.       | 80,0     | 99,6     | 7.*      | 205,5      | 15.        |
| Ryszard Witke  | Normálsánc  | 67,0     | (83,2)   | 50.      | 73,5     | 94,5     | 42.*     | 72,0     | 91,6     | 43.*     | 186,1      | 45.        |
| Ryszard Witke  | Nagysánc    | 86,0     | 96,4     | 28.      | 78,0     | (89,0)   | 41.      | 74,0     | 90,9     | 27.*     | 187,3      | 35.        |

* - egy másik versenyzővel azonos eredményt ért el

## Szánkó
| Versenyző                             | Versenyszám | 1. futam      | 1. futam      | 2. futam | 2. futam | 3. futam | 3. futam | 4. futam | 4. futam | Összesítés | Összesítés |
| Versenyző                             | Versenyszám | Idő           | Hely.         | Idő      | Hely.    | Idő      | Hely.    | Idő      | Hely.    | Idő        | Helyezés   |
| ------------------------------------- | ----------- | ------------- | ------------- | -------- | -------- | -------- | -------- | -------- | -------- | ---------- | ---------- |
| Edward Fender                         | Férfi egyes | nem ért célba | nem ért célba | kiesett  | kiesett  | kiesett  | kiesett  | kiesett  | kiesett  | kiesett    | kiesett    |
| Lucjan Kudzia                         | Férfi egyes | 53,11         | 9.            | 55,44    | 21.      | 52,36    | 4.       | 53,51    | 8.*      | 3:34,42    | 11.        |
| Mieczysław Pawełkiewicz               | Férfi egyes | 54,00         | 14.           | 52,70    | 5.       | 52,66    | 6.       | 53,66    | 10.      | 3:33,02    | 6.         |
| Jerzy Wojnar                          | Férfi egyes | 1:04,47       | 33.           | 53,14    | 10.      | 1:10,72  | 31.      | 1:03,36  | 29.      | 4:11,69    | 28.        |
| Barbara Gorgoń-Flont                  | Női egyes   | 54,24         | 9.            | 53,01    | 6.       | 52,46    | 6.       | 53,02    | 5.       | 3:32,73    | 5.         |
| Helena Macher                         | Női egyes   | 53,15         | 6.            | 54,50    | 9.       | 54,55    | 9.       | 53,67    | 8.       | 3:35,87    | 8.         |
| Irena Pawełczyk                       | Női egyes   | 52,81         | 5.            | 52,42    | 4.       | 52,47    | 7.       | 52,82    | 4.       | 3:30,52    | 4.         |
| Lucjan Kudzia Ryszard Pędrak          | Kettes      | 51,95         | 6.            | 51,82    | 5.       |          |          |          |          | 1:43,77    | 5.*        |
| Edward Fender Mieczysław Pawełkiewicz | Kettes      | 52,60         | 9.            | 52,53    | 7.       |          |          |          |          | 1:45,13    | 7.         |

* - egy másik versenyzővel azonos eredményt ért el